# Calanus pacificus
Calanus pacificus är en kräftdjursart som beskrevs av Brodsky 1948. Calanus pacificus ingår i släktet Calanus och familjen Calanidae.

## Underarter
Arten delas in i följande underarter:
- C. p. californicus
- C. p. pacificus